# Georg Gottfried Gervinus

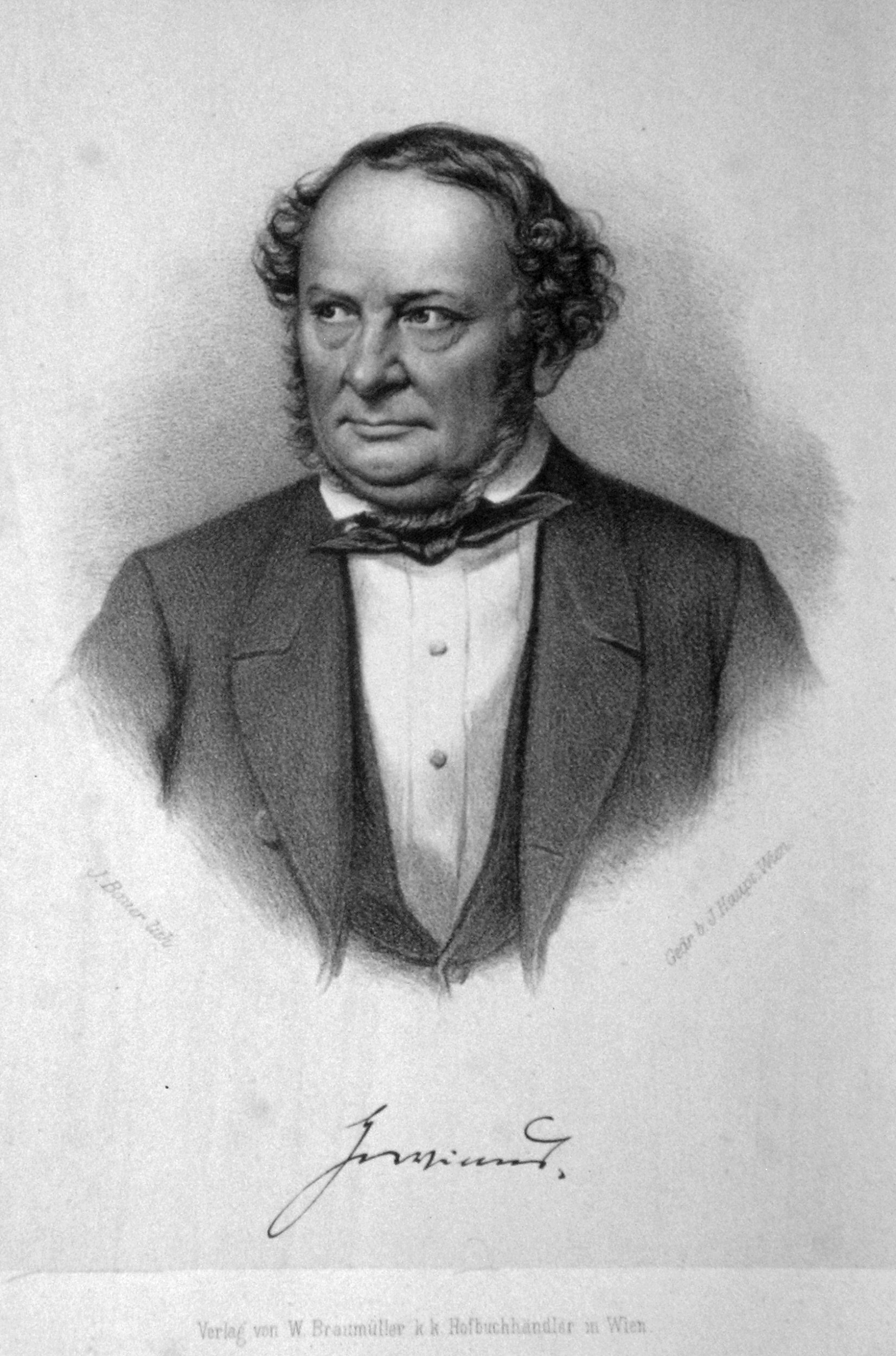
Georg Gottfried Gervinus, Lithographie von Joseph Anton Bauer

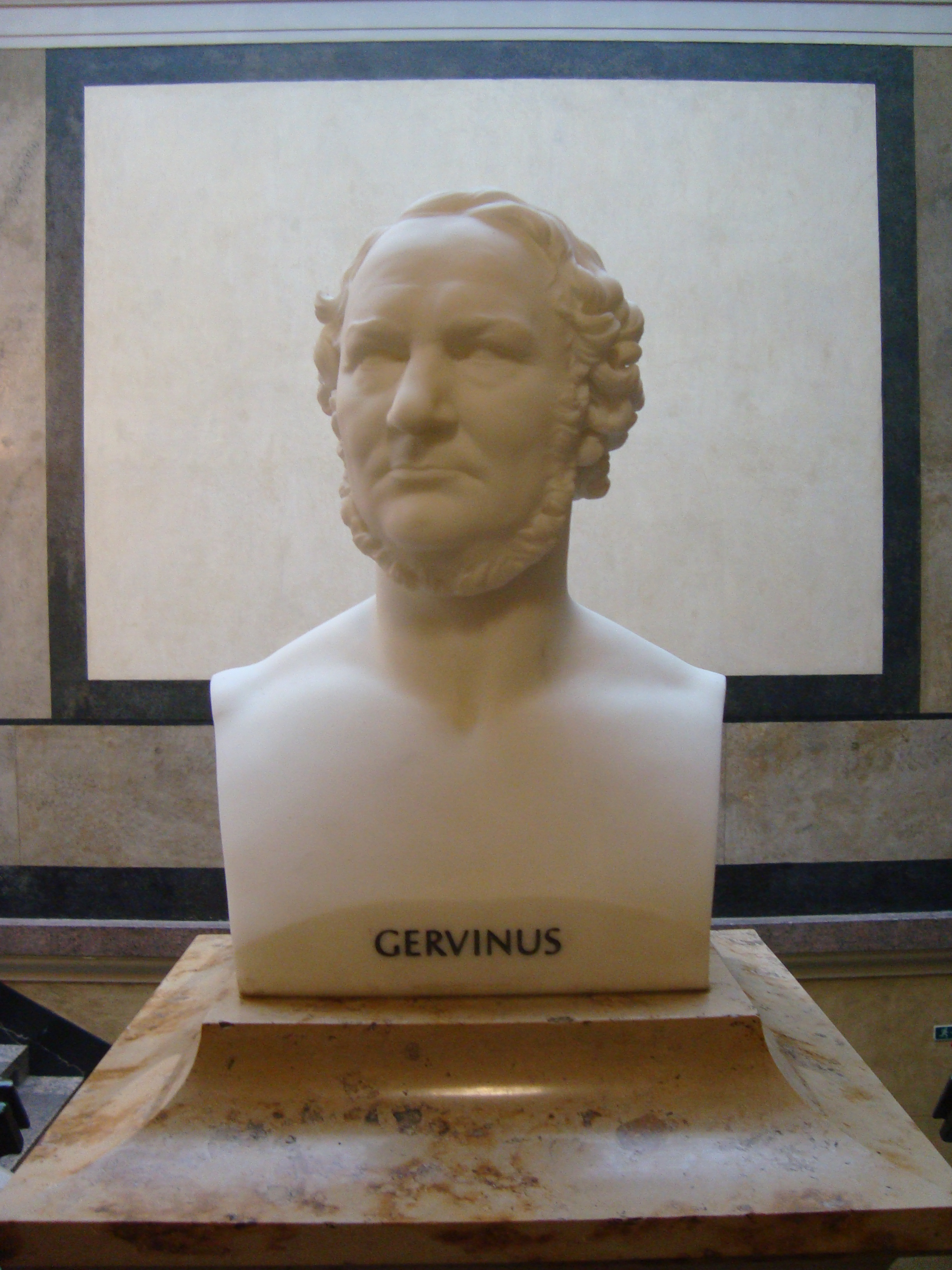
Büste im Treppenhaus der Universitätsbibliothek Heidelberg

Georg Gottfried Gervinus (* 20. Mai 1805 in Darmstadt; † 18. März 1871 in Heidelberg) war ein deutscher Historiker und liberaler Politiker.

## Leben
Gervinus stammte aus einer im Mannesstamm erloschenen in Hessen verwurzelten Handwerker- und Beamtenfamilie. Sein gleichnamiger Vater (1765–1837) war Gerber, später Gastwirt und Lederhändler. Auf dem Darmstädter Pädagogium gehörten Justus Liebig und Johann Jakob Kaup zu seinen Mitschülern.
Nach einer Buchhändlerlehre in Bonn und einer kaufmännischen Ausbildung in Darmstadt studierte er von 1825 bis 1827 an der Universität Gießen, anschließend bis 1829 an der Universität Heidelberg Geschichte, Philologie und Philosophie. 1835 wurde er in Heidelberg zum Professor für Geschichte und Literatur berufen. 1836 wechselte er nach Göttingen. Dort wurde er jedoch bereits 1837 abgesetzt und des Landes verwiesen, da er als einer der Göttinger Sieben – neben ihm waren dies noch Jacob Grimm, Wilhelm Grimm, Friedrich Christoph Dahlmann, Wilhelm Eduard Albrecht, Heinrich Ewald und Wilhelm Eduard Weber – gegen die Aufhebung des hannoverschen Staatsgrundgesetzes durch den König, Ernst August, protestiert hatte. Diese Tat erregte in der deutschen Öffentlichkeit großes Aufsehen.
Im Anschluss daran reiste er mit seiner jungen Frau Victoria (1817–1893), einer Tochter des Mediziners und Botanikers Franz Joseph Schelver, mit der er seit 1836 verheiratet war, nach Italien, wo er sich für längere Zeit aufhielt und mit dem jungen Historiker Karl Hegel zusammentraf, mit dem ihn genauso wie mit dem Juristen Georg Beseler eine Jugendfreundschaft verband.
Zwischen 1835 und 1842 publizierte Gervinus sein Hauptwerk, die Geschichte der deutschen Nationalliteratur. 1844 nahm er in Heidelberg seine akademische Tätigkeit wieder als Honorarprofessor auf.

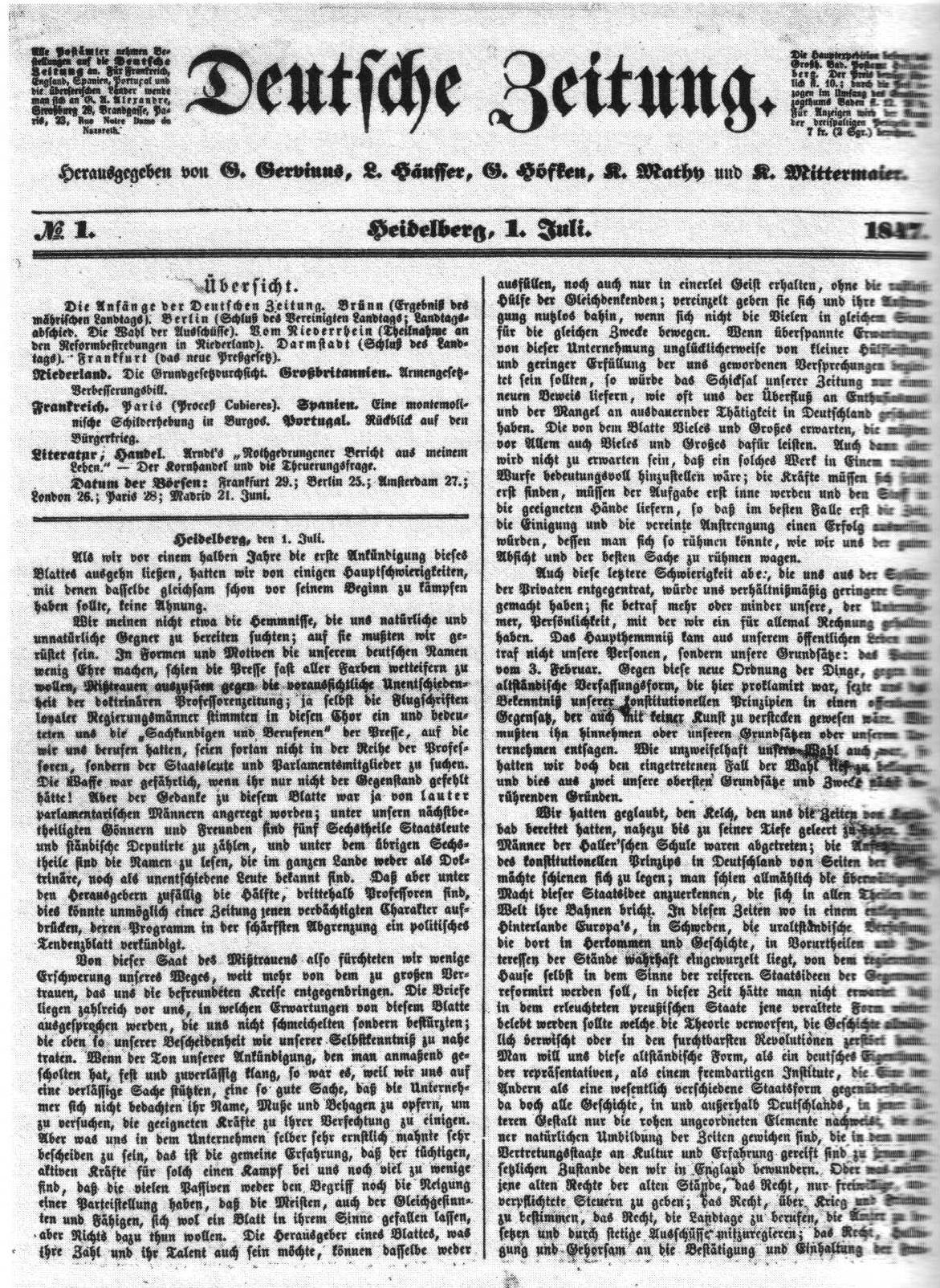
Erstausgabe der Deutschen Zeitung vom 1. Juli 1847

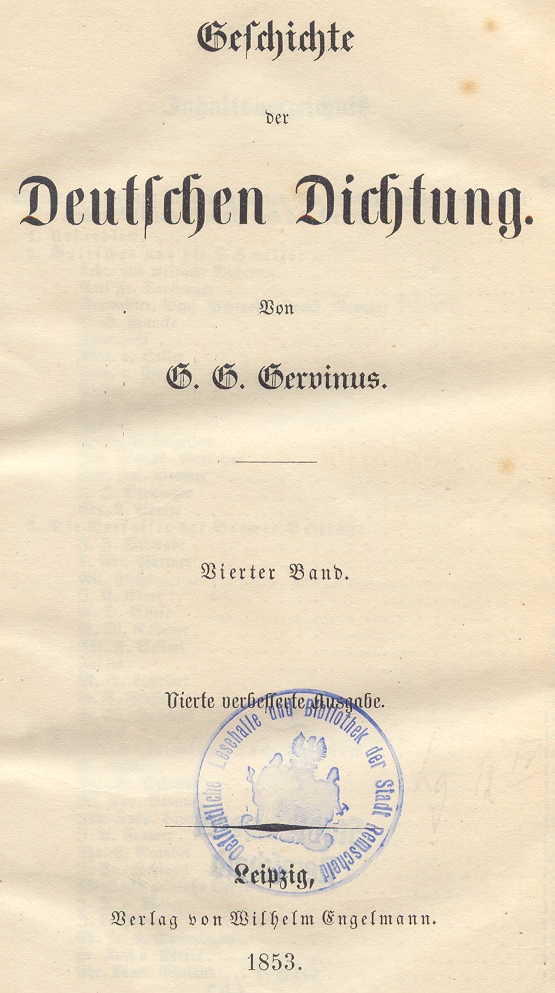
Geschichte der Deutschen Dichtung, Leipzig 1853 (Titelseite)

Ab 1847 war er Herausgeber der von Karl Mathy und Friedrich Daniel Bassermann begründeten Deutschen Zeitung, zu dieser Zeit das Blatt der liberalen Intellektuellen. Gervinus war Mitglied des Vorparlaments und des von diesem gebildeten Siebzehnerausschusses. Vom 18. Mai bis zum 31. Juli 1848 war er Abgeordneter für Wanzleben in der Frankfurter Nationalversammlung.

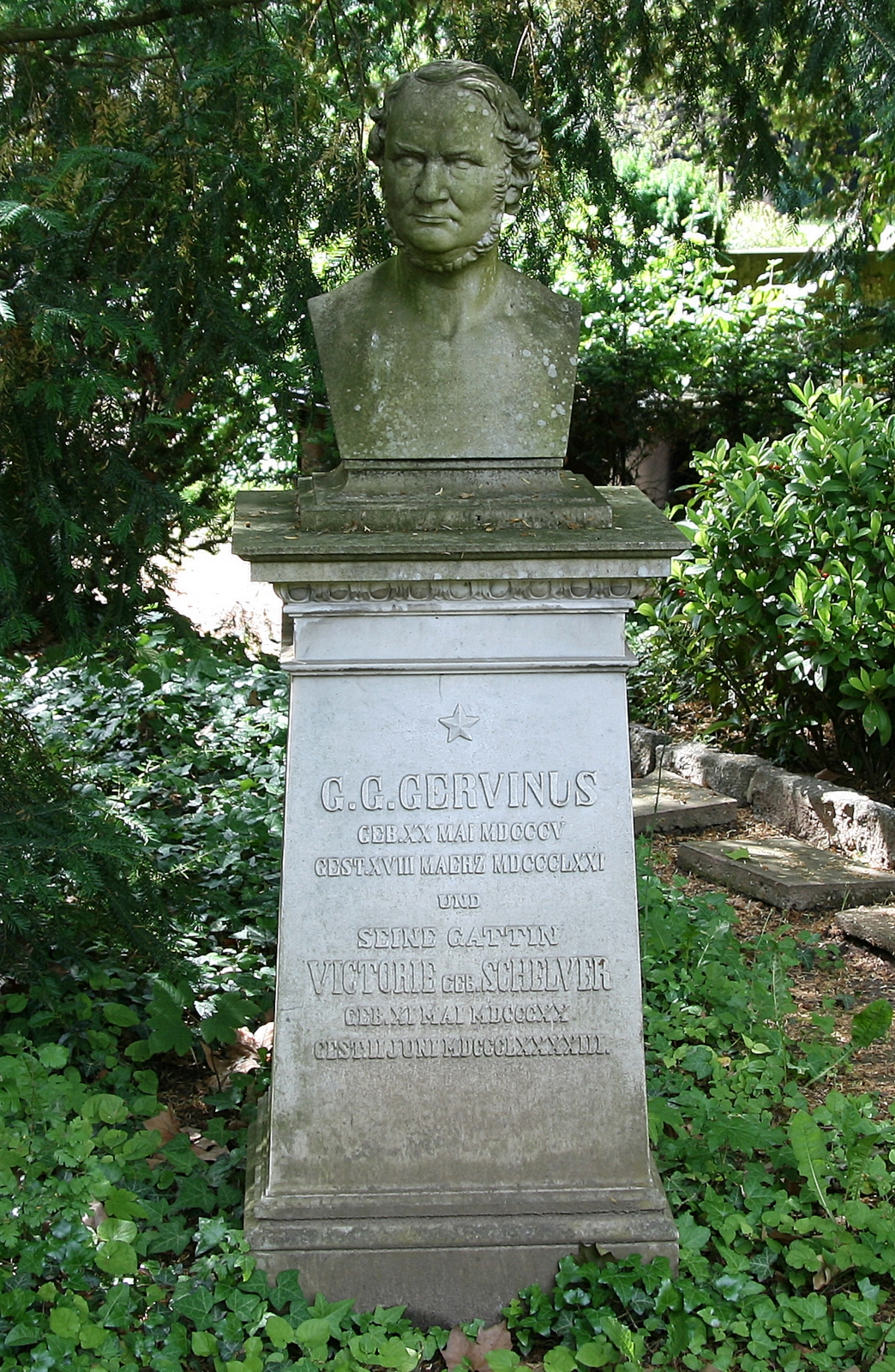
Georg Gottfried Gervinus Grabstele mit Büste auf dem Heidelberger Bergfriedhof (in der Abt. H), die Originalgrabstätte wurde aufgelassen

1853 wurde er wegen demokratischer Publikationen (Einleitung in die Geschichte des neunzehnten Jahrhunderts) vom Mannheimer Hofgericht wegen Hochverrats zu zwei Monaten Festungshaft verurteilt und erneut aus dem Universitätsdienst entlassen. Dieses Urteil wurde jedoch kurz darauf vom Oberhofgericht in Mannheim für nichtig erklärt, weil die auf Hochverrat lautende Anklage nicht hätte vom Hofgericht angenommen werden dürfen. Die Anklage wurde daraufhin aus nicht genannten Gründen gänzlich zurückgezogen und fallen gelassen. Die Preußische Akademie der Wissenschaften nahm ihn 1845 als korrespondierendes und die Bayerische Akademie der Wissenschaften 1863 als auswärtiges Mitglied auf.
An Gervinus’ Biografie ist außergewöhnlich, dass er die unter den deutschen Historikern seiner Zeit weit verbreitete unkritische Legitimation der Bismarckschen Politik nicht mittrug. Besonders sein Bemühen, sich aus einer rein nationalstaatlichen Betrachtungsweise zu lösen, um Gesamtentwicklungen der Restaurationsepoche zu verfolgen, macht ihn zu einer Einzelerscheinung.
1960 wurde der Essener Gervinuspark nach ihm benannt.
Georg Gottfried Gervinus war über seinen Vorfahren, den Pfarrer Konrad Ka(h)lenberg zu Ober-Ramstadt verwandtschaftlich mit seinem Freund Friedrich Maximilian Hessemer verbunden. Desgleichen gehörte der Revolutionär Friedrich Ludwig Weidig, der zusammen mit Georg Büchner den Hessischen Landboten herausgab, ebenfalls über die Pfarrerfamilie Kalenberg zur Verwandtschaft des liberalen Politikers Gervinus.

## Werke (Auswahl)
- Einleitung in die Geschichte des neunzehnten Jahrhunderts, Engelmann, Leipzig 1853.
- Geschichte der deutschen Dichtung, 5 Bde., Engelmann, Leipzig 1853 (Digitalisat).
- G. G. Gervinus Leben. Von ihm selbst, Engelmann, Leipzig 1860, 1893.
- Geschichte der poetischen National-Literatur der Deutschen, 5 Bde., Engelmann, Leipzig 1835–1842.
- Grundzüge der Historik, 1837.
- Geschichte des neunzehnten Jahrhunderts seit den Wiener Verträgen, 8 Bde., Engelmann, Leipzig 1855–1866.
- Händels Oratorientexte, G. G. Gervinus (Übersetzer), F. Duncker, Berlin 1875.
- Händel und Shakespeare. Zur Ästhetik der Tonkunst, Leipzig 1868.